# Federação de Voleibol da Serra Leoa
A Federação de Voleibol da Serra Leoa  (em francêsː Fédération de volley-ball de la Sierra Leone,  FVBSL) é uma organização fundada em 1964 que governa a pratica de voleibol em Serra Leoa, sendo membro da Federação Internacional de Voleibol e da Confederação Africana de Voleibol, a entidade é responsável por organizar os campeonatos nacionais de voleibol masculino e feminino no país.